# Tipula (Eremotipula) spinerecta
Tipula (Eremotipula) spinerecta is een tweevleugelige uit de familie langpootmuggen (Tipulidae). De soort komt voor in het Nearctisch gebied.